# 1970年のラジオ (日本)
1970年のラジオ (日本)では、1970年の日本のラジオ番組、その他ラジオ界の動向について記す。

## 主なその他ラジオ関連の出来事
- 3月20日 - NHKが前橋でFM放送を開始[1]。
- 3月27日 - NHKが神戸でFM放送を開始[1]。
- 3月28日 - NHKが水戸、津でFM放送を開始[1]。
- 3月31日 - NHKが宇都宮でFM放送を開始[1]。
- 4月20日 - NHKが和歌山でFM放送を開始[2]。
- 4月25日 - 実験局であったFM東海を廃局し、翌26日にエフエム東京を開局。
- 10月1日 - NHK静岡放送局のFMステレオ放送での放送波中継回線が、この日から（FM開局時から行っていた）、東京からの直接受信の回線から、粟ヶ岳固定局経由での回線（東京→粟ヶ岳固定局→静岡）に変更される[3]。
- 10月3日 - NHK長野放送局のFMステレオ放送での放送波中継回線が、この日から、従来の東京からの直接受信の回線に加え、そこから前橋局を経由した回線（東京→前橋→長野（美ヶ原））が加わり、2回線の体制となる[注 1][3]。
- 6月22日 - NHKが横浜でFM放送を開始[2]。
- 12月1日 - NHKが大津でFM放送を開始[2]。

## 開局
- 4月1日 - 大阪音楽エフエム放送（現：エフエム大阪）
- 4月26日 - エフエム東京
- 7月15日 - 福岡エフエム音楽放送（現：エフエム福岡、6月1日より試験放送を開始）

## 商号変更
- 11月7日 - 大阪音楽エフエム放送→エフエム大阪

## 開始番組

### 1970年3月放送開始
ニッポン放送
- 15日 - 東芝ワイドワイドサンデー

### 1970年4月放送開始
NHKラジオ第1放送
- 6日
  - お好み邦楽選
  - 若いこだま
- 8日 - 演芸名人会
- 11日 - 土曜寄席
- 12日 - お笑い演芸館

NHKラジオ第2放送
- 12日 - 私の読書案内

NHK-FM放送
- 6日
  - 午後のリサイタル
  - お好み邦楽選
- 12日 - ミュージックサロン

東京放送
- 6日 -  ズバリ快答!テレフォン身の上相談

毎日放送
- 7日 - グアムグアムリクエスト

ラジオ大阪
- 1日 - ヒットでヒット バチョンといこう!

エフエム東京
- 27日
  - 夜明けの音
  - 東京コーリング
  - ステレオ・リラックス・イン
  - イージーリスニングアワー
  - これがスタンダード
  - 午後のクラシック
  - ヤングポップス
  - ヤング歌謡曲
  - クラシック・フォー・ヤング
  - 東京サンセット情報
  - ゴールデン・ディスク・パレード
  - FMステレオへの招待
  - 音楽の絵本
  - ヤマハNSアワー
  - アカイ・ミュージック・オン・ザ・ステージ
  - ミュージック・スコープ
  - ミュージック・ペア

エフエム大阪
- 1日 - ビートオンプラザ

### 1970年5月放送開始
北海道放送
- 開始日不明 - ダイナミックサタデー

東京放送
- 16日 - 永六輔の土曜ワイドラジオTokyo

### 1970年7月放送開始
毎日放送
- 1日
  - やすし・きよしのお笑い編集室
  - MBSチャチャヤング
  - MBSサンライズコール
- 11日 - MBSジャンボサタデー

朝日放送
- 開始日不明 - おはよう浪曲

福岡エフエム音楽放送
- 4日 - ユア・スクリーン・ミュージック

### 1970年9月放送開始
STVラジオ
- 28日 - レディースタイム あなたのリクエスト
- 29日 - アタックヤング

### 1970年10月放送開始
STVラジオ
- 11日 - サンデージャンボスペシャル

東京放送
- 5日
  - TBS それ行け!歌謡曲
  - ミュージックキャラバン
- 開始日不明 - 三菱ドライビングポップス

ニッポン放送
- 1日 - 円鏡のモシモシ歌謡曲

新潟放送
- 10日 - ハロー!!ジャンボサタデー

中部日本放送
- 17日 - 土曜天国

毎日放送
- 1日 - 花王奥さま寄席
- 5日 - 歌謡曲でスタート
- 11日
  - サンデー歌謡プレゼント
  - それ行け!電リク「ジャンジャン歌謡曲」
  - 北山修の10分ジョッキー

エフエム東京
- 1日
  - 歌謡バラエティ
  - ヤング・ハウス80

## 終了番組

### 1970年2月放送終了
ニッポン放送
- 28日 - アッちゃん

### 1970年3月放送終了
NHKラジオ第1
- 30日 - 三つの歌

## 番組名改題
- 4月5日 - 新日鉄コンサート（ニッポン放送、『フジセイテツコンサート』より）